# 18 Pułk Zmechanizowany
18 pułk zmechanizowany (18 pz) - dawny oddział wojsk zmechanizowanych Sił Zbrojnych RP.

## Formowanie i zmiany organizacyjne
Wywodził się z 18 samodzielnego pułku czołgów  sformowanego w 1951 w Nysie na podstawie Rozkazu Dowódcy V Okręgu Wojskowego Kraków. 
W grudniu 1952 zmieniono etat. W pułku zmniejszono liczbę kompanii czołgów średnich do trzech i jednej kompanii dział pancernych. Ogólna liczba podstawowego sprzętu bojowego wynosiła wtedy 30 czołgów i 5 dział pancernych, a rozkazem organizacyjnym MON nr 0046/Org. z 22 września 1954 zmieniono jego nazwę na 18 samodzielny pułk czołgów i artylerii pancernej. 
W 1955 Pułk włączono w struktury 5 Dywizji Piechoty i przegrupowano do garnizonu Wędrzyn. W 1957 zmieniono podległość - pod 4 Pomorską Dywizję Piechoty. W 1958 zredukowano pułk do batalionu. Powstaje 41 batalion czołgów średnich. Dopiero w 1962 jednostkę ponownie rozbudowano do szczebla pułku i nadano nazwę 18 pułk czołgów średnich.
W 1990 przeformowany został w zunifikowany 18 pułk zmechanizowany. W 1995 na bazie pułku powstała 15 Wielkopolska Brygada Kawalerii Pancernej im. gen. broni Władysława Andersa.

## Dowódcy pułku
- ppłk dypl. Jerzy Krzywiecki (1987–1990)
- ppłk dypl. Marian Kobielski (1990–1994)
- mjr dypl. Andrzej Sobieraj (1994–1995)

## Struktura organizacyjna

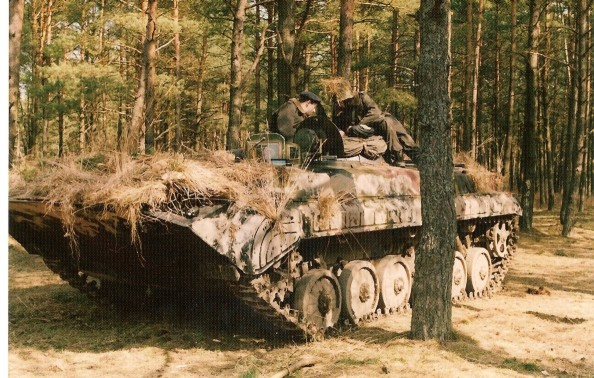
Podstawowy wóz bojowy pułku -(BWP-1)

- Dowództwo i sztab
- kompania łączności
- pluton regulacji ruchu
- 2 bataliony zmechanizowane
- 2 bataliony czołgów
- dywizjon artylerii samobieżnej
- dywizjon przeciwlotniczy
- bateria przeciwpancerna
- kompania saperów
- kompania rozpoznawcza
- kompania zaopatrzenia
- kompania remontowa
- kompania medyczna
- pluton chemiczny